# Uncle Acid and the Deadbeats
Uncle Acid and the Deadbeats est un groupe de doom psychédélique britannique originaire de Cambridge, en Angleterre, largement influencé par le heavy metal des années 1970.

## Biographie
AllMusic salue la capacité du groupe à recréer un aspect sonore particulier de cette époque. Le groupe est métaphoriquement décrit comme du « Alice Cooper mélangé à Black Sabbath et aux Stooges ». Pour simuler les sons produits à cette époque, le groupe fait usage d'instruments vintage et d'équipements prévus à cet effet. Uncle Acid est nommé d'après l'ancien pseudonyme de son chanteur K.R Starrs.
Blood Lust est leur deuxième album. Avec la parution de leur troisième album, Mind Control, plus de sonorité pop des années 1970 a été incorporée. Selon Metacritic, l'album a été « universellement accueilli » avec une moyenne générale de 81 % basée sur 7 critiques. Justin Norton, rédacteur chez Decibel Magazine, offre à l'album une note de 8 sur 10.
Entre 2013 et 2014, le groupe se lance en tournée internationale et joue dans divers  festivals incluant Roadburn, Download, Hellfest, Roskilde, Bukta Tromsø Open Air Festival, Montreux Jazz Festival, Øyafestivalen, Valkhof, Beacon], Reading and Leeds Festivals, Off Festival, et le Soundwave,. Ils jouent en soutien à Black Sabbath sur 16 dates à la tournée de réunion en Europe en novembre et décembre 2013. Après leur tournée en Nouvelle-Zélande, en Australie et en Europe au début de 2014, ils jouent au Maryland Deathfest, Nova Rock Festival, Eurockéennes, Copenhell et au Pukkelpop.
Une tournée internationale est prévue en 2023, avec Gaupa et Blood Ceremony.

## Membres

### Membres actuels
- Kevin K.R. Starrs (alias Uncle Acid) - guitare solo, chant[14]
- Justin Smith - basse
- Jon Rice - batterie
- Vaugh Stokes - guitare, chœurs

### Anciens membres
- Thomas Mowforth - batterie
- Dean Millar - basse
- Itamar Rubinger - batterie
- Yotam Rubinger - guitare, chœurs

## Discographie
- 2010 : Vol. 1
- 2012 : Blood Lust
- 2013 : Mind Control
- 2013 : Poison Apple (single)
- 2013 : Mind Crawler  (single)
- 2014 : Sharon Tate Experience - Christmas Killer (single)
- 2015 : The Night Creeper
- 2018 : Wasteland
- 2024 : Nell'ora blu